# Faragó Lipót
Faragó Lipót (Frankendorfer Lipót András, Pest, 1855. január 3. – Budapest, 1908. augusztus 7.) főmérnök.

## Élete
Frankendorfer Lipót (1802–1881) kádár és Gubits Erzsébet (1812–1885) fia. Középiskolai tanulmányait a pesti evangélikus gimnáziumban és a belvárosi főreáliskolában végezte. A Magyar Királyi József Műegyetemen 1878-ban mérnöki oklevelet szerzett. 1878 végétől a Közmunka és Közlekedési Minisztérium mérnökgyakornoka lett. A következő év januárjától egy éven át az egyetem vízépítéstani tanszékének tanársegédjeként működött. 1880-tól a Földművelésügyi Minisztérium kultúrmérnökségének munkatársa lett. 1884-ben főmérnöki kinevezést kapott. Négy évvel később miniszteri főmérnök és vízépítészeti kerületi felügyelő lett. 1890-től műszaki tanácsos. Tagja volt a Földművelésügyi Minisztérium vízügyi tanácsának és a Magyar Mérnök- és Építész-Egylet választmányának.
Részt vett az öntözőtörvény, a Béga-csatorna rendezéséről szóló és a Rába szabályozásról szóló törvények előkészítésén. Cikkei a szaksajtóban jelentek meg.

## Főbb művei
- Adalékok Ung megye vízi viszonyaihoz (Ungvár, 1883)
- Olaszország lecsapolásai (Budapest, 1884)
- A belvíz levezetése (Budapest, 1889) /ez a munkája a mérnökegylet nagy aranyérmét s pénzjutalmát nyerte el/
- Az ártérfejlesztés és osztályozás legcélszerűbb módozatainak megfejtése (1898)
- A vízügyi szolgálat szervezete (1902) Online